# Barcaszentpéter

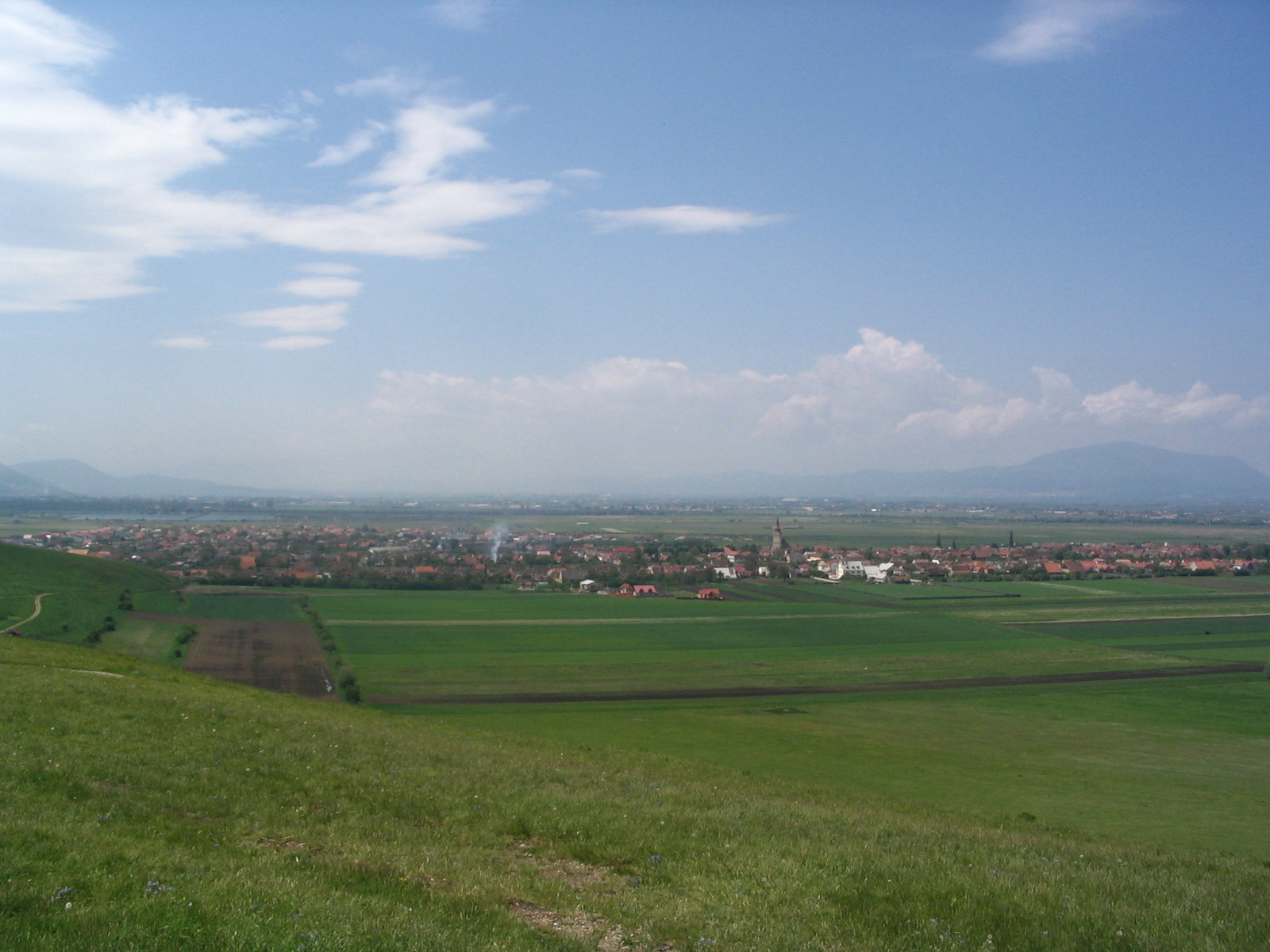
Barcaszentpéter a Lempesről

Barcaszentpéter (románul: Sânpetru, németül: Petersburg) falu Romániában, Brassó megyében.

## Fekvése
Brassótól 7 km-re északra fekszik.

## Története
1240-ben Mons Sancti Petri néven említik először, amikor IV. Béla a falut a cisztercitáknak adományozta. 1600-ban a falut a tatárok dúlták fel. 1611-ben itt ütközött meg Báthory Gábor serege Radu havasalföldi vajdával, 1658-ban újra tatárok pusztították. 1910-ben 2228, többségben német lakosa volt, jelentős román kisebbséggel. A trianoni békeszerződésig Brassó vármegye Alvidéki járásához tartozott. 1992-ben 3309 lakosából 2856 román, 319 német, 107 magyar és 23 cigány volt.

## Nevezetességek
- Szász erődített evangélikus templomát hatszögletű védőfal övezi. Egykori hármas védőfalából már csak a belső áll.
- Római-katolikus vártemploma a 13. században épülhetett, román stílusban, 1788-ban azonban összeomlik, így 1795-ben új templomot kellett építeni. A régi templomból csak egy 1452-ből származó harang és az 1528-ban készített szentélyszék maradt meg.
- A falutól északkeletre emelkedő Lempes legmagasabb pontján állnak Tatárvár sáncai. Az erődítmény eredete, sorsa ismeretlen.[3]

## Itt születtek, itt éltek
- Itt született 1878. január 11-én Zaharia Bârsan román drámaíró, színész, rendező